# Bình An, Thăng Bình
Bình An là một xã thuộc huyện Thăng Bình, tỉnh Quảng Nam, Việt Nam.
Xã Bình An có diện tích 21,60 km², dân số năm 2019 là 11.194 người, mật độ dân số đạt 518 người/km².